# Gheorghe Dogărescu
Gheorghe Dogărescu, romunski rokometaš, * 15. maj 1960, Viziru, † 19. avgust 2020.
Leta 1984 je na poletnih olimpijskih igrah v Los Angelesu v sestavi romunske rokometne reprezentance osvojil bronastno olimpijsko medaljo.